# Weber (rivier)
De Weber is een 201 kilometer lange rivier in het noorden van de Amerikaanse deelstaat Utah. De Weber staat in voor een kwart van het water dat toekomt in het Grote Zoutmeer.

## Loop
De rivier ontstaat in het Uinta-gebergte, aan de voet van de 3642 meter hoge Bald Mountain. Vervolgens passeert de rivier langs het plaatsje Oakley en het Rockport Lake. Hierna draait de rivier naar het noorden, waarbij de belangrijke zijrivier Silver Creek en Chalk Creek de Weber vervoegen (de laatste bij Coalville). Net stroomafwaarts van Coalville ligt het Echo Reservoir, een stuwmeer op de Weber. Na dit stuwmeer voegt Echo Creek zich bij de Weber en stroomt de rivier langs Henefer. Ten noordwesten van Henefer draait de Weber meer naar het westen en passeert Morgan, waar de East Canyon Creek in de Weber uitmondt.
Een kleine twintig kilometer ten noordwesten van Morgan voert de rivier door de smalle Weber Canyon, dwars doorheen de Wasatch Range.
De Weber komt uit de bergen bij Uintah, waar de rivier opnieuw naar het noorden draait, naar de monding van de Ogden River, net ten westen van de stad Ogden. Vervolgens stroomt de Weber meanderend door vlak land alvorens uit te monden in het Grote Zoutmeer.

## Historische betekenis
De vallei van de Weber speelde een belangrijke rol in de geschiedenis van de massa-emigratie van kolonisten naar het westen van de Verenigde Staten. Voornamelijk Weber Canyon was hierbij van belang, omdat dit een passage doorheen de hoge Wasatch Range vormde. De Wasatch Range is noord-zuid georiënteerd en vormde een obstakel voor de migranten van oost naar west. Ook vandaag speelt de vallei van de Weber nog een uiterste belangrijke rol voor het oost-west verkeer.
Vanaf de jaren 1820 was de vallei van de Weber bekend bij Brits-Canadese en Amerikaanse bontjagers. In 1846 werd een korter alternatief voor de California Trail gezocht. De zogeheten "Hastings Cutoff" ging bij Fort Bridger in het zuidwesten van Wyoming naar het westen in plaats van naar het noorden. Deze nieuwe route volgde Echo Creek en de Weber stroomafwaarts richting het Great Salt Lake. Men moest hierbij ook door de moeilijke Weber Canyon en moest daarna nog de grote zoutvlakte ten zuidwesten van het Great Salt Lake passeren (de Great Salt Lake Desert). Deze route was een stuk korter dan de standaardroute via Fort Hall, maar was een stuk moeilijker met meer bergen en waterloze zoutvlaktes. Na de ontdekking door Hastings in 1846 werd deze route niet vaak meer gebruikt door migranten. De passage van Weber Canyon vereiste grotere aanpassing aan het reliëf, wat tijdens de pioniersjaren niet mogelijk was. Het meest oostelijke deel van de route, door Echo Creek tot Henefer, werd een jaar later wel deel van de zogeheten "Mormon Trail". Deze route ging bij het huidige Henefer naar het zuidwesten en zou vanaf 1847 gebruikt worden door de pioniers van de stad Salt Lake City.
De eerste primitieve weg doorheen Weber Canyon werd in 1855 aangelegd. In 1868 werd de eerste transcontinentale spoorweg (afgewerkt in 1869) aangelegd door Weber Canyon. De spoorweg volgde grotendeels Hastings Cutoff. De spoorweg ging dan ook niet naar Salt Lake City (in het zuidwesten), maar ging langs de noordzijde van het Grote Zoutmeer. De huidige Interstate 84 richting Oregon loopt ook via Weber Canyon. De I-84 volgt de vallei van de Weber vanaf het noorden van het Echo Reservoir tot het zuiden van de stad Ogden.
- Library of Congress Control Number: sh85145883
- Nationale Bibliotheek van Israël: 987007553646605171
- Virtual International Authority File: 315526680